# 進十六
進 十六（しん そろく、1844年1月21日（天保14年12月2日） - 1928年（昭和3年）5月16日）は、幕末の長州藩士。明治時代の司法官。行政裁判所評定官。錦鶏間祗候。通称は吉太郎、美禰介、号は竜城。

## 経歴
長州藩士。藩校明倫館に学び、有備館舎長となる。のち明倫兵学校で兵学を講義する。戊辰戦争に従軍した。維新後は、名古屋地方裁判所長を経て、行政裁判所評定官となった。ほか、文官普通試験文官普通懲戒委員長を務めた。のち錦鶏間祗候を仰せ付けられた。
墓所は青山霊園立山墓地。

## 親族
- 長男：進経太（工学博士、技術者、石川島造船所重役）[3][4]
- 娘婿：得能通昌（二女ヨシ夫、貴族院議員）[5] 薩摩藩士で初代大蔵省印刷局長得能良介の子。
- 娘婿：箕作元八（三女ミツ夫、歴史学者）[6] 
津山藩士で蘭学者の箕作秋坪の子。
- 娘婿：斯波忠三郎（女クマ夫、男爵）[3] 
加賀藩家老の津田正邦、後の男爵斯波蕃の子。
- 孫婿：松岡洋右 (外務大臣) [1]